# Bernard Clémentin
Pour les articles homonymes, voir Clémentin.
Bernard Clémentin, né le 18 janvier 1926 à Grenoble (Isère) et mort le 4 mars 2003 à Clamart, est un ancien officier parachutiste de Légion étrangère. C'est également un acteur français.

## Biographie

### Carrière militaire
Engagé volontaire en août 1944 à La Croix-Valmer (Var) à la suite du débarquement de Provence, il rejoint le 1er régiment de tirailleurs marocains appartenant à la Première Armée française. Reçu à l'École spéciale militaire de Saint-Cyr, alors basée à Cherchell (Algérie) en 1944, il appartient à la promotion 1944 Rome et Strasbourg.
Affecté comme lieutenant à la 13e DBLE, il effectue un premier séjour en Cochinchine de 1946 à 1948.
Transféré aux parachutistes de la Légion étrangère, il effectue un second séjour en Indochine de 1950 à 1952. À la suite de la destruction de son unité (1er BEP) sur la Route coloniale 4 (octobre 1950), il est affecté momentanément aux Tabors marocains, avec lesquels il est présent à la bataille de Vinh Yen (janvier 1951). Il participe au sein du 2e BEP aux batailles de Nghia Lo (Nghia Lo, octobre 1951), de la rivière Noire et de la route coloniale 6.
Il est membre de la commission d'armistice de la guerre d'Indochine instituée par les accords de Genève de 1954 à 1956
Après une affectation au 46e Bataillon d'infanterie à Berlin de 1956 à 1958, il revient au 1er REP en Algérie comme capitaine. Il prend le commandement de la Compagnie de Commandement et de Soutien du 1er REP en juillet 1958. Il refuse de prendre part au putsch des généraux du 23 avril 1961 à Alger, et démissionne de l'armée en septembre 1961.

## Filmographie
(liste non exhaustive)
- 1986 : La Gitane de Philippe de Broca

## Distinctions
- Officier de la Légion d'honneur[Quand ?]
- Commandeur de l'ordre national du Mérite (Décret du 30 octobre 1998)
- Croix de guerre 1939–1945
- Croix de guerre des Théâtres d'opérations extérieurs
- Croix de la Valeur militaire
- Chevalier de l'ordre du Mérite civil des Sip Hoc Chau (Pays Thaï)